# Доверительный интервал
Довери́тельный интерва́л — термин, используемый в математической статистике при интервальной оценке статистических параметров, более предпочтительной при небольшом объёме выборки, чем точечная. Доверительным называют интервал, который покрывает неизвестный параметр с заданной надёжностью.
Доверительным называется интервал, в который попадают измеренные в эксперименте значения, соответствующие доверительной вероятности.
Метод доверительных интервалов разработал американский статистик Ежи Нейман, исходя из идей английского статистика Рональда Фишера.

## Определение
Доверительным интервалом параметра {\displaystyle \theta } распределения случайной величины {\displaystyle X} с уровнем доверия {\displaystyle p}, порождённым выборкой {\displaystyle (x_{1},\ldots ,x_{n})}, называется интервал с границами {\displaystyle l(x_{1},\ldots ,x_{n})} и {\displaystyle u(x_{1},\ldots ,x_{n})}, которые являются реализациями случайных величин {\displaystyle L(X_{1},\ldots ,X_{n})} и {\displaystyle U(X_{1},\ldots ,X_{n})}, таких, что
{\displaystyle \mathbb {P} \{\,L\leqslant \theta \leqslant U\,\}=p}.
Граничные точки доверительного интервала {\displaystyle l} и {\displaystyle u} называются доверительными пределами.
Вероятность, с которой в условиях данного эксперимента полученные экспериментальные данные можно считать надежными (достоверными), называют доверительной вероятностью или надежностью. Величина доверительной вероятности определяется характером производимых измерений. При выполнении учебных лабораторных работ в курсе общей физики доверительная вероятность обычно считается равной 95 %.
Толкование доверительного интервала, основанное на интуиции, будет следующим: если уровень доверия {\displaystyle p} велик (скажем, 0,95 или 0,99), то доверительный интервал почти наверняка содержит истинное значение {\displaystyle \theta }.
Еще одно истолкование понятия доверительного интервала: его можно рассматривать как интервал значений параметра {\displaystyle \theta }, совместимых с опытными данными и не противоречащих им.
Более точное, хоть также не совсем строгое, толкование доверительного интервала с уровнем доверия, скажем, 95 %, состоит в следующем. Если провести очень большое количество независимых экспериментов с аналогичным построением доверительного интервала, то в 95 % экспериментов доверительный интервал будет содержать оцениваемый параметр {\displaystyle \theta } (то есть будет выполняться {\displaystyle L\leqslant \theta \leqslant U}), а в оставшихся 5 % экспериментов доверительный интервал не будет содержать {\displaystyle \theta }.

### Примеры
- Доверительный интервал для математического ожидания нормальной выборки.
- Доверительный интервал для дисперсии нормальной выборки.

## Байесовский доверительный интервал
В байесовской статистике существует схожее, но отличающееся в некоторых ключевых деталях определение доверительного интервала. Здесь оцениваемый параметр {\displaystyle \theta } сам считается случайной величиной с некоторым заданным априорным распределением (в простейшем случае — равномерным), а выборка {\displaystyle X} фиксирована (в классической статистике всё в точности наоборот). Байесовский {\displaystyle p}-доверительный интервал — это интервал {\displaystyle [L,U]}, покрывающий значение параметра {\displaystyle \theta } с апостериорной вероятностью {\displaystyle p}:
{\displaystyle \mathbb {P} \{\,L\leqslant \theta \leqslant U\mid X\,\}=p}.
Как правило, классический и байесовский доверительные интервалы различаются. В англоязычной литературе байесовский доверительный интервал принято называть термином credible interval, а классический — confidence interval.